# 兵庫芸術文化センター管弦楽団
兵庫芸術文化センター管弦楽団（ひょうごげいじゅつぶんかセンターかんげんがくだん、Hyogo Performing Arts Center Orchestra）は、2005年に設立されたオーケストラである。

## 概要
兵庫県西宮市の兵庫県立芸術文化センター専属のオーケストラ。日本オーケストラ連盟正会員。英文の略称、PACに由来してPACオーケストラ（パックオーケストラ）とも呼ばれる。定期演奏会等のほか、同センター主催によるオペラ、バレエの公演では演奏を担当する。いわゆる「座付きオーケストラ」でもある。
世界各地から集まった主としてコアメンバーと呼ばれる35歳以下の若い楽員を中心に、レジデント・プレイヤーやアソシエイト・プレイヤーなどを加え、演奏プログラムに応じて編成される。コアメンバーの任期は最長で3年であり、その間に実力を高めることを期待される、アカデミー型オーケストラとしての側面もある。
芸術監督は指揮者の佐渡裕が務める。2005年のこけら落し公演3回が即日完売して2公演を追加した。また2006年に初の本格的オペラ上演として『蝶々夫人』の公演6回に2回の追加公演が開かれた。また発足直後からCDの連続リリースが発表される。
結成の年である2005年より、年末に開かれる「サントリー1万人の第九」コンサートに「1万人の第九オーケストラ」として毎年参加している
。
また近年行われた佐渡裕指揮の「夏の夜の夢」では、京都市少年合唱団との共演も果たしている。

## 演奏会
- 定期演奏会
  - 兵庫県立芸術文化センター大ホール（年間9プログラム、演奏会回数27回）
- 名曲コンサート
  - 兵庫県立芸術文化センター大ホール（年間1プログラム、演奏会回数1回）
- 室内楽シリーズ、団員によるリサイタル
  - 兵庫県立芸術文化センター小ホール